# Gilbert Shelton
Gilbert Shelton, född 1940 i Houston, Texas, är en amerikansk serieskapare, en av seriepionjärerna inom amerikansk underground. Han är mest känd för sina serier The Fabulous Furry Freak Brothers och Feta Freddys katt.

## På svenska
- Feta Freddys katt (The adventures of Fat Freddy's cat) (översättning: Peter Glas) (Bakhåll, 1984)
- Freak Brothers blåsta igen (tillsammans med Dave Sheridan, Paul Mavrides) (översättning: Johan Andreasson) (Medusa, 1985)
- En mexikansk tripp: Freak brothers (översättning: Daniel Atterbom) (RSR Epix, 1986)
- Intergloballt med Freak Brothers (tillsammans med Paul Mavrides) (översättning: Charlotte Magnusson) (RSR Epix, 1988)